# Oppidum Consilinum
Oppidum Consilinum (łac. Consilinus seu Marcellianensis, wł. Sala Consilina) – stolica historycznej diecezji w metropolii Salerno we włoskiej Kampanii, współcześnie w miejscowości Sala Consilina we Włoszech. Diecezję zlikwidowano w VII wieku, a w 1968 ustanowiono katolickie biskupstwo tytularne. Do 21 grudnia 2018 tę stolicę biskupią obejmował polski hierarcha Gerard Bernacki, biskup pomocniczy senior katowicki.

## Biskupi tytularni
| Lp. | Biskup                     | Funkcja                                   | Od                   | Do                |
| --- | -------------------------- | ----------------------------------------- | -------------------- | ----------------- |
| 1   | Pieter Nierman             | biskup senior Groningen (Holandia)        | 21 maja 1969         | 29 listopada 1970 |
| 2   | Ramón Mantilla Duarte CSSR | wikariusz apostolski Sibundoy (Kolumbia)  | 16 stycznia 1971     | 26 kwietnia 1977  |
| 3   | Hugo Puccini Banfi         | biskup pomocniczy Barranquilli (Kolumbia) | 9 grudnia 1977       | 4 grudnia 1987    |
| 4   | Gerard Bernacki            | biskup pomocniczy katowicki               | 18 marca 1988        | 21 grudnia 2018   |
| 5   | Luigi Roberto Cona         | nuncjusz apostolski                       | 26 października 2022 |                   |